# 天崇院
天崇院（てんすういん、慶長6年5月12日（1601年6月12日） - 寛文12年2月21日（1672年3月20日））は、安土桃山時代から江戸時代初期の女性。徳川秀忠の三女で徳川家康の内孫。母は太閤豊臣秀吉の養女・達子（浅井長政の三女）。松平忠直の正室。忠直とは従兄妹同士でもある。名は勝姫（かつひめ）、通称は高田様、高田の御方。完子は異父姉、千姫・珠姫は実姉、徳川家光・徳川忠長は実弟、保科正之は異母弟、初姫・東福門院（和子）は実妹。

## 人物
関ヶ原の戦いの翌年の慶長6年（1601年）、江戸城西の丸で誕生した。慶長16年（1611年）9月5日に江戸を出発し、11日から18日まで駿府で祖父・家康のもとで饗応を受け、9月28日に越前国北荘で福井藩主忠直（伯父・結城秀康の嫡男）と結婚した。元和元年（1615年）に仙千代（光長）、元和3年（1617年）に亀姫、元和4年（1618年）に鶴姫を出産した。
夫・忠直は大坂冬の陣・夏の陣以後、元和4年頃から参勤を怠るようになり、病気を理由に参勤交代の途中今庄から引き返したり、また日光で営まれた家康の法要に参列しなかったりした。元和8年（1622年）には勝姫付の者のうち黒田局と阿蔦などを斬殺した。このため忠直は元和9年（1623年）2月、「国中政道も穏やかならず」との理由で秀忠から豊後国での隠居を命じられ、9歳の仙千代（光長）が後を継いだ。勝姫は新国主の代行として、黒印を据えていた。寛永元年（1624年）4月、仙千代には越後高田藩25万石が与えられ、忠直の弟で高田藩主であった松平忠昌が福井藩を相続することとなった。
勝姫は、寛永元年8月、仙千代とともに江戸へ出府し。寛永3年（1626年）6月頃まで江戸城本丸で過ごし、その後仙千代は高田藩麴町邸に、勝姫は牛込川田ケ窪の屋敷に移り住んだ。11年後に高田に入った。
忠直の死去後も「高田様」と呼ばれ、院号等で呼ばれることはなかった。
寛文12年（1672年）、江戸の牛込川田ケ窪の屋敷で死去、享年72。墓所は東京都港区の西久保天徳寺。戒名は天崇院穏誉泰安豊寿大善女人。
林鵞峰（林羅山の子）は、勝姫の死を知った際にその人柄を「斯人少而寡、守節不妄言」（この人は若くして寡婦となったが、貞節を守って言を妄りにすることがなかった）と記している。
息子の光長は高田藩主となったが、後に越後騒動で改易された。長女亀姫は高松宮好仁親王に嫁ぎ、次女鶴姫は九条道房に嫁いだ。

## 逸話
福井藩は忠直配流後に、藩主系譜に初代秀康の次を忠昌として幕府に提出した。以後、忠直事件と関係者の位置づけは、変容する。
勝姫は大変気の強い女性だったといわれる。勝姫の孫に当たる国姫（光長の娘）を福井藩の松平光通に嫁がせるために強く工作を行い、さらに福井藩の後継者問題に光長と共に強く介入した結果、光通と国姫が共に自殺、光通の庶子の直堅が出奔するという悲劇を招いた。